# ジョージ・エドワード・マッシー
ジョージ・エドワード・マッシー（George Edward Massee、 1845年12月20日 - 1917年2月16日）はイギリスの菌類学者、植物病理学者である。

## 略歴
ヨークシャーのスカンプストンの農家に生まれた。ヨーク高校を卒業した後、ケンブリッジ大学のダウニング・カレッジで学ぶが卒業はしなかった。子供時代から自然科学に興味を持ち、16歳の時、イギリスのキツツキに関する記事を書き、植物画を集め図鑑を編集した。家族の親類に南米で植物収集を行ったリチャード・スプルースがいて、パナマやエクアドルの植物探検に同行することができ、苦労の末、ランやその他の植物を収集した。
帰国した後、普仏戦争に参加するためにフランス外人部隊に入隊したが戦争は程なく終わり故郷の農園に戻った。腕に隊の名前の刺青だけが残った。
ヨークシャーに戻った後、キノコに興味を持ち写生を行った。マッシーの絵はキュー・ガーデンの最初の菌類部長のモーデカイ・キュービット・クックに認められて、ロンドンに呼ばれ、キノコの公開講座を開き、おおくの著作を出版を行った。一時自然史博物館でも働いた。1893年にクックが退職すると、キューガーデンの隠花植物部門の主任助手の地位を受け継ぎ、1915年まで務めた。1904年からはマッシーの元で、藻類の専門家、コットン（Arthur Disbrowe Cotton）が働き、また女性の菌類学者、ウェイクフィールド（Elsie Maud Wakefield）が助手として働き、1815年からマッシーの職を継いだ。
1896年に創立された、イギリス菌類学会の設立に寄与し、初代の会長となった。1899年から1903年の間、Quekett Microscopical Club（John Thomas Quekett、に因んで名づけられた、アマチュアのための顕微鏡学のクラブ）の会長も務めた。真菌、粘菌、植物病理学、自然史に関する250以上の科学論文や著書を出版した。多くの新種の菌類を記載したが、いつもタイプ標本を保管しなかったので、多くが無効となった。マッシーの個人的な標本はニューヨーク植物園に売却された 。
菌類の属名、Masseeaなどに命名された。

## 著作
- Massee, G.E. (1892). A monograph of the Mycogastres. London: Methuen
- Massee, G.E. (1892-1895). The British fungus flora, Vols 1-4. London: George Bell
- Massee, G.E. (1902). European fungus flora: Agaricaceae London: Duckworth
- Massee, G.E. & C. Crossland (1905). The fungus flora of Yorkshire. London: A. Brown
- Massee, G.E. (1910). Diseases of cultivated plants and trees London: Macmillan
- Massee, G.E. & I. Massee (1913). Mildews, rusts, and smuts London: Dulau & Co